# 1610 год
1610 (ты́сяча шестьсо́т деся́тый) год  по григорианскому календарю — невисокосный год, начинающийся в пятницу. Это 1610 год нашей эры, 10‑й год 1‑го десятилетия XVII века 2‑го тысячелетия, 1‑й год 1610‑х годов. Он закончился 415 лет назад.
| Пн | Вт | Ср | Чт | Пт | Сб | Вс |
|    |    |    |    | 1  | 2  | 3  |
| 4  | 5  | 6  | 7  | 8  | 9  | 10 |
| 11 | 12 | 13 | 14 | 15 | 16 | 17 |
| 18 | 19 | 20 | 21 | 22 | 23 | 24 |
| 25 | 26 | 27 | 28 | 29 | 30 | 31 |

| Пн | Вт | Ср | Чт | Пт | Сб | Вс |
| 1  | 2  | 3  | 4  | 5  | 6  | 7  |
| 8  | 9  | 10 | 11 | 12 | 13 | 14 |
| 15 | 16 | 17 | 18 | 19 | 20 | 21 |
| 22 | 23 | 24 | 25 | 26 | 27 | 28 |

| Пн | Вт | Ср | Чт | Пт | Сб | Вс |
| 1  | 2  | 3  | 4  | 5  | 6  | 7  |
| 8  | 9  | 10 | 11 | 12 | 13 | 14 |
| 15 | 16 | 17 | 18 | 19 | 20 | 21 |
| 22 | 23 | 24 | 25 | 26 | 27 | 28 |
| 29 | 30 | 31 |    |    |    |    |

| Пн | Вт | Ср | Чт | Пт | Сб | Вс |
|    |    |    | 1  | 2  | 3  | 4  |
| 5  | 6  | 7  | 8  | 9  | 10 | 11 |
| 12 | 13 | 14 | 15 | 16 | 17 | 18 |
| 19 | 20 | 21 | 22 | 23 | 24 | 25 |
| 26 | 27 | 28 | 29 | 30 |    |    |

| Пн | Вт | Ср | Чт | Пт | Сб | Вс |
|    |    |    |    |    | 1  | 2  |
| 3  | 4  | 5  | 6  | 7  | 8  | 9  |
| 10 | 11 | 12 | 13 | 14 | 15 | 16 |
| 17 | 18 | 19 | 20 | 21 | 22 | 23 |
| 24 | 25 | 26 | 27 | 28 | 29 | 30 |
| 31 |    |    |    |    |    |    |

| Пн | Вт | Ср | Чт | Пт | Сб | Вс |
|    | 1  | 2  | 3  | 4  | 5  | 6  |
| 7  | 8  | 9  | 10 | 11 | 12 | 13 |
| 14 | 15 | 16 | 17 | 18 | 19 | 20 |
| 21 | 22 | 23 | 24 | 25 | 26 | 27 |
| 28 | 29 | 30 |    |    |    |    |

| Пн | Вт | Ср | Чт | Пт | Сб | Вс |
|    |    |    | 1  | 2  | 3  | 4  |
| 5  | 6  | 7  | 8  | 9  | 10 | 11 |
| 12 | 13 | 14 | 15 | 16 | 17 | 18 |
| 19 | 20 | 21 | 22 | 23 | 24 | 25 |
| 26 | 27 | 28 | 29 | 30 | 31 |    |

| Пн | Вт | Ср | Чт | Пт | Сб | Вс |
|    |    |    |    |    |    | 1  |
| 2  | 3  | 4  | 5  | 6  | 7  | 8  |
| 9  | 10 | 11 | 12 | 13 | 14 | 15 |
| 16 | 17 | 18 | 19 | 20 | 21 | 22 |
| 23 | 24 | 25 | 26 | 27 | 28 | 29 |
| 30 | 31 |    |    |    |    |    |

| Пн | Вт | Ср | Чт | Пт | Сб | Вс |
|    |    | 1  | 2  | 3  | 4  | 5  |
| 6  | 7  | 8  | 9  | 10 | 11 | 12 |
| 13 | 14 | 15 | 16 | 17 | 18 | 19 |
| 20 | 21 | 22 | 23 | 24 | 25 | 26 |
| 27 | 28 | 29 | 30 |    |    |    |

| Пн | Вт | Ср | Чт | Пт | Сб | Вс |
|    |    |    |    | 1  | 2  | 3  |
| 4  | 5  | 6  | 7  | 8  | 9  | 10 |
| 11 | 12 | 13 | 14 | 15 | 16 | 17 |
| 18 | 19 | 20 | 21 | 22 | 23 | 24 |
| 25 | 26 | 27 | 28 | 29 | 30 | 31 |

| Пн | Вт | Ср | Чт | Пт | Сб | Вс |
| 1  | 2  | 3  | 4  | 5  | 6  | 7  |
| 8  | 9  | 10 | 11 | 12 | 13 | 14 |
| 15 | 16 | 17 | 18 | 19 | 20 | 21 |
| 22 | 23 | 24 | 25 | 26 | 27 | 28 |
| 29 | 30 |    |    |    |    |    |

| Пн | Вт | Ср | Чт | Пт | Сб | Вс |
|    |    | 1  | 2  | 3  | 4  | 5  |
| 6  | 7  | 8  | 9  | 10 | 11 | 12 |
| 13 | 14 | 15 | 16 | 17 | 18 | 19 |
| 20 | 21 | 22 | 23 | 24 | 25 | 26 |
| 27 | 28 | 29 | 30 | 31 |    |    |

## События
- 1507—1622 — Португало-персидская война. Ряд вооружённых конфликтов между колониалистской Португалией и вассальным Ормузом, с одной стороны, и Сефевидской империей, поддерживаемой англичанами, с другой[1].
- 1511—1641 — Малайско-португальская война. Вооружённый конфликт XVI—XVII веков, в котором Малаккский султанат при поддержке империи Мин, Голландской Ост-Индской компании (с 1607) и Джохора безуспешно сопротивлялся Португальской империи, стремившейся захватить Малакку и установить контроль над торговлей между Индией и Китаем[2].
- 1600—1611 — Польско-шведская война[3].
- 1601—1661 — Голландско-португальская война. Вооружённый конфликт, в котором голландские Ост-Индская и Вест-Индская компании воевали по всему миру против Португальской империи[4].
- 1603—1618 — Турецко-персидская война[5].
- 1606—1610 — подавлено Могилёвское городское восстание, антифеодальное движение ремесленников и городской бедноты горожан Могилёва[6].
- 1607—1613 — Молдавская война магнатов, когда магнаты из Речи Посполитой вмешивались в дела Молдавии, соперничая с Габсбургами и Османской империей за господство над княжеством (известны как Могиляды)[7].
- 1609—1614 — Война за клевское наследство, в которую были втянуты Священная Римская империя, Франция, Нидерланды и ряд католических и протестантских князей Германии. Стала одной из прелюдий Тридцатилетней войны[8].
- 1610—1611 — плавание Гудзона. Открытие Гудзонова залива.
- Вооружённое выступление ремесленников Праги против наёмников. Разрушение некоторых католических монастырей.
- Крестьянское движение в Осецком старостве (Польша).
- Подавление восстания городской бедноты в Могилёве.

## Русское государство
Царствование: 1606—1610 — Василий Иванович Шуйский
- 1598—1613 — Смутное время[9].
- 1610—1613 — Семибоярщина[10].
- 1609—1618 — Русско-польская война[11]:
  - Март — взятие Чернигова в ходе которого польские отряды под предводительством Самуила Горностая хитростью овладели русским пограничным городом Черниговом и предали его опустошению[12].

### Правление Василия Шуйского
- Начало года — на Девичьем поле у Новодевичьего монастыря, представители московской знати ведут переговоры с поляками о признании на царство королевича Владислава IV Ваза[13].
  - 4 февраля — тушинские бояре заключили договор с Сигизмундом III и признали русским царём Владислава.
- 1608—1610 — Троицкая осада[14]:
  - 1 января — М. В. Скопин-Шуйский посылает передовой отряд под стены осаждённого поляками Яна-Петра Сапеги Троице-Сергиева монастыря[15].
  - 12 января — войска М. В. Скопина-Шуйского вместе с союзниками шведами снимают осаду Троице-Сергиева монастыря. Ян Сапега с польским войском отступают к Дмитрову[14][15].
- 20 февраля — отряды князя Михаила Скопина-Шуйского наносят поражение польско-литовским интервентам в битве под Дмитровом[16].
- Март — царские войска освобождают города: Торжок, Тверь, Можайск и Дмитров[14].
- Март — Мосальск пожалован Сигизмундом III князю Мосальскому Василию Михайловичу Рубец[17].
- 12 марта — снятие Скопиным-Шуйским осады с Москвы. Распад Тушинского лагеря[14].
- 1 апреля — осада Касимова в ходе которого царским войскам удалось взять столицу Касимовского ханства[18].
- 3 мая — умирает М. В. Скопин-Шуйский. Василий Шуйский ставит во главе войска своего брата — Дмитрия Ивановича[14].
- Май — М. В. Скопин-Шуйский решением царя и Боярской думы торжественно погребён в Архангельском соборе Московского Кремля. Его супруга Александра после смерти мужа постриглась в монахини с именем Анастасия[15].
- Весна — отряды А. И. Лисовского и А. З. Просовецкого с 4—тысячным отрядом литовцев, казаков и татар были изгнаны из Суздаля, где оборонялись с осени 1609 года[19].
- Весна — отряды А. И. Лисовского и А. З. Просовецкого, совершили глубокий рейд по тылам правительственных войск. Они разграбили Ростов, Троицкий Макарьев Калязин монастырь и попытались закрепиться в сохранивших верность самозванцу Великих Луках и Пскове[19].
- Весна — Дмитрий Михайлович Пожарский отклонил предложение П. П. Ляпунова о совместных действиях против царя Шуйского и возможном союзе с Лжедмитрием II. Переслал грамоту Ляпунова царю[20].
- Июнь — Сигизмунд III посылает на Москву войско во главе с гетманом Станиславом Жолкевским[14].
- 14 (24 июня)—24 июня (4 июля) — битва под Царёвым-Займищем[21]. Коронный гетман Жолкевский разбил около Клушина войска Василия IV Шуйского. Гетман занимает Можайск и движется к Москве[14].
- После Клушинского сражения Д. М. Пожарский убедил жителей Зарайска (намеревались под влиянием посланцев из Коломны присягнуть на верность Лжедмитрию II, как государю) служить по-прежнему царю Шуйскому[20].
- 30 июня (10 июля) — Лжедмитрий II, узнав о результате Клушинской битвы, выходит с войском из Калуги и движется на Москву. По пути он берёт Пафнутьево-Боровский монастырь и отражает крымских татар в битве на Наре. Его отряды подходят к Коломенскому[14].
  - Боровск был захвачен войсками Лжедмитрия II, а Пафнутьев-Боровский монастырь оборонялся в течение 10 дней под руководством воеводы Волконского Михаила Константиновича и лишь в результате измены удалось захватить монастырь. Погибло около 12 тысяч его защитников[22].
- Июль — битва на Наре[23].
- Стародуб взят и сожжён запорожскими казаками[24].
- Череповецкий Воскресенский монастырь и его окрестности разорены поляками[25].
- Осташков выдержал нападение поляков, и близ города на Осташковском поле произошло сражение[26].
- Лето — Крымское ханство, после нарушения мирного договора 1594 года, совершает второй крупный набег на русские земли (первый в 1609 году), во время похода польского короля Сигизмунда III на Москву[27].
- 1609—1611 — Оборона Смоленска[3].
  - Начало года — среди защитников Смоленска началось «моровое поветрие» (по-видимому, цинга)[28].
  - Январь—февраль — в осаждённом Смоленске ведётся минная и контрминная война под землёй в районе западной части городской стены[28].
  - 5 (15) февраля — отклонено польско-литовское предложение о капитуляции Смоленска[28].
  - 18 (28) апреля — отклонена польско-литовское предложение о капитуляции Смоленска[28].
  - Весна—лето — среди осаждённых в Смоленске крестьян и части посадских людей начался голод[28].
  - 10 (20) июля — после поражения русской армии в Клушинском сражении группа участвовавшая в сражении смолян прибыла под Смоленск и обратилась с просьбой защитникам города сдаться. В самом городе часть дворян также выступило за сдачу города[15].
  - 19 (29) июля — попытка штурма Смоленска[28].
  - 18 (28) июля — отклонено польско-литовское предложение о капитуляции Смоленска[28].
  - 21 (31) июля — попытка штурма Смоленска[28].
- 1610—1617 — Русско—шведская война[29].
  - Июль — шведские войска вторглись на территорию Корельского уезда. Сентябрь — Начало осады Корелы.
- 17 июля — свержение царя Василия IV Шуйского. В Москве совершается переворот. Заговорщики, дети боярские во главе с Захарием Петровичем Ляпуновым сводят царя с престола, которому в удел был отдан Нижний Новгород[14].

### Правление: Семибоярщина
- 1609—1611 — Оборона Смоленска[3].
  - 18 (28) июля — массированный артиллерийский обстрел Смоленска[28].
  - 22—24 июля (1—3 августа) — массированный артиллерийский обстрел Смоленска[28].
  - 11 (21) августа — попытка штурма Смоленска[28].
  - 1 (11) сентября — отклонено польско-литовское предложение о капитуляции Смоленска[28].
  - 4 (14) сентября — отклонено польско-литовское предложение о капитуляции Смоленска[28].
  - 6 (16) сентября — отклонено польско-литовское предложение о капитуляции Смоленска[28].
  - 21 (31) октября — отклонено польско-литовское предложение о капитуляции Смоленска[28].
  - Октябрь—ноябрь — во время переговоров Сигизмунда III с великим русским посольством, прибывшим под Смоленск из Москвы, во главе с ростовским митрополитом Филаретом (будущий патриарх) и В. В. Голицыным, король отказался снять осаду[28].
  - 21 ноября (1 декабря) — попытка штурма Смоленска[28].
- 1610—1617 — Русско—шведская война[29].
  - Август 1610 — февраль 1611 — Староладожская крепость захвачена шведами[30].
  - Сентябрь — отряд А. И. Лисовского, по просьбе псковичей, совершил поход на Ивангород и вынудил шведов снять осаду крепости. Однако после этого псковичи отказались пустить Лисовского в город, в результате чего его отряд распался[19].
- 19 июля — Василия Шуйского, чтобы исключить любые возможности возвращения на престол, насильно постригли в монахи (с именем Варлаам) и отправляют в Чудов монастырь[14].
  - 31 октября — гетман С. Жолкевский, покидая Москву, забирает с собою Василия Шуйского вместе с братьями Дмитрием и Иваном Пуговкой в качестве пленников польского короля[14].
  - Ноябрь — Василия Шуйского с братьями везут в Гродно[14].
- 2 августа — Лжедмитрий II обосновался станом в селе Коломенском и приступил к штурму Москвы.
  - 11 декабря — Гибель Лжедмитрия II. Распад Калужского лагеря самозванца..
- 17 августа — Семибоярщина заключила соглашение с гетманом Жолкевским и выбрала царём королевича Владислава (отказался от претензий на русский престол в 1634 году). Московский договор от 17 августа 1610 года с польским королём Сигизмундом III уже современники рассматривали, как акт национальной измены[14].
- 17 августа — Земским собором неполного состава русским царём был выбран сын короля Сигизмунда III — Владислав, однако, стремясь установить свою личную власть в Русском государстве, король не отпустил сына на царствование[3].
- 17 августа — подписан договор с гетманом С. Жолкевским, предусматривающий нерушимость православной веры в Русском государстве, сохранение и даже расширение прав бояр и детей боярских[10].
- Август — Грамотин Иван Тарасьевич, оставшийся в 1609 году служить Сигизмунду III, прибыл на службу в Москву. Назначен главою Посольского и Поместного приказов[31].
- Городецко (сов. Бежецк) разрушен войсками Речи Посполитой (восстановлен в 1613 году)[32].
- Ночь 21 сентября (по другим данным 19)—7 ноября 1612 — польско-литовское войско вступает в Москву. Василия Шуйского переправляют в Иосифо-Волоцкий монастырь[14].
- Октябрь — Салтыков Иван Михайлович Большой, совместно с Третьяковыи Петром Алексеевичем приводит к крестному целованию жителей Великого Новгорода[33].
- Октябрь — А. Гонсевский стал начальником польско-литовского гарнизона в Москве[10].
- Октябрь — Мстиславский Фёдор Иванович получает от Сигизмунда III титул конюшего и начал именоваться в документах «наместником владимирским»[34].
- Октябрь — отрядами Я. П. Сапеги занят г. Мосальск[17].
- Воротынск (Новый Воротынск) подвергся нападению отрядов Я. П. Сапеги[35].
- Ноябрь — Грамотин Иван Тарасьевич пожалован должностью печатник. Становится ближайшим советником начальника польско-литовского гарнизона в Москве А. К. Гонсевского[31].
- Направлено посольство для переговоров с поляками, которое в 1611 году было арестовано и отправлено в Речь Посполитую[36].
- 1610—1615 — А. И. Лисовский собрал солдат из Речи Посполитой, татар и присоединившимися к нему англичан и ирландцев из шведского войска, встал лагерем в псковском пригороде Заволочье, где грабили и убивали население окрестностей Пскова и Новгорода[19].
- Конец года — запорожские казаки во главе с И. Н. Сунбуловым осадили г. Пронск. Д. М. Пожарский выступил на помощь П. П. Ляпунову и снял осаду[20].
- Конец года — Д. М. Пожарский отбил попытки запорожских казаков взять г. Зарайск[20].
- Конец года — Сигизмунд III распорядился освободить Власьева Афанасия Ивановича, находящегося в тюрьме с 1606 года, и вновь пожаловал его казначеем, но распоряжение не было выполнено в связи с кончиной Власьева (ум. 1611)[37].
- 1610—1626 — Телепнёв Ефим Григорьевич возглавил Денежный двор в Москве[38].
- Ксения Борисовна Годунова переехала в Москву и обосновалась в Новодевичьем монастыре[39].
- Пожалованы окольничеством: Литвинов-Масальский Василий Фёдорович[40].

### Города и поселения
- Не позднее 1610 — на месте современного города Задонск был основан Тешевский (с 1620-х гг. Задонский) Богородицкий Сретенский мужской монастырь (закрыт в 1929, возрождён в 1990 году. см. 1615 год)[41].
- Лебедянь вновь передана Вельяминову Никите Дмитриевичу в результате так называемой Сигизмундовой раздачи (см. 1605 год)[42].
- Нарва сильно пострадала от пожара[43].

### Руководители приказов
| Года      | Приказ            | Ф,И,О главы                  | Примечания                      |
| --------- | ----------------- | ---------------------------- | ------------------------------- |
| 1606-1610 | Посольский приказ | Телепнёв Василий Григорьевич |                                 |
| 1607-1610 | Поместный приказ  | Телепнёв Василий Григорьевич |                                 |
| 1610-1612 | Посольский приказ | Грамотин Иван Тарасьевич     | До нач. 1611 с Телепнёвым В. Г. |
| 1610-1612 | Поместный приказ  | Грамотин Иван Тарасьевич     | Первый раз: 1603-1604 и 1605    |

## Начало правления
См. также: Список глав государств в 1610 году
- 1610—1643 — Людовик XIII, король Франции.
- 1610—1620 — Фридрих V, курфюрст Верхнего Пфальца.

## Наука, техника, технология
- 8 января — найден спутник Юпитера — Ио.
- 12 марта — в Венеции опубликован трактат Галилео Галилея «Звёздный вестник», где он описал открытия, сделанные с помощью телескопа — обнаружение гор на Луне, пятен на Солнце, четырёх спутников у Юпитера, доказательство, что Млечный Путь состоит из множества звёзд.
- Иоганн Кеплер — в «Рассуждении о „Звёздном Вестнике“» формулирует фотометрический парадокс как довод против идеи бесконечности Вселенной. В этом же году Иоганн Кеплер изобретает сложный микроскоп современного типа.
- Г. Галилей вернулся во Флоренцию, где получил место «первого философа и математика» при дворе герцога Тосканы.
- Шотландский математик Джон Нэпер (Нейпир) и независимо от него немецкий математик Йост Бюрги изобретают логарифмы.

## Родились
См. также: Категория:Родившиеся в 1610 году
- 22 апреля — Папа римский Александр VIII (ум. 1691).

## Скончались
См. также: Категория:Умершие в 1610 году
- 3 мая — Скопин-Шуйский, Михаил Васильевич, русский государственный и военный деятель Смутного времени[15].
- 14 мая — Генрих IV Великий де Бурбон, король Франции.
- Годунов Иван Иванович — стольник, кравчий (1598), окольничий (с 1602) и боярин (с 1608)[45].